# Модрина західна
Модрина західна (Larix occidentalis) — вид модрин родини соснових. Зростає в пд.-зх. Канаді й пн.-зх. США; зустрічається в горах, на висоті від 600 до 2100 м над рівнем моря. Це важлива деревина, яка може виростати до великих розмірів з прямими стовбурами та швидко рости у висоту, хоча для збільшення обхвату їй потрібно більше часу. Дерево до 50 м; стовбур до 2 м у діаметрі; крона конічна; кора червонувато-коричнева; листя блідо-зелене; насіння червонувато-коричневе.

## Поширення, екологія
Країни поширення: Канада (Британська Колумбія); США (Айдахо, Монтана, Орегон, Вашингтон). Модрина західна росте в горах, на висоті від 600 м і 2100 м над рівнем моря, як правило, на сіро-коричневих, добре осушених підзолистих гірських ґрунтах, помірної кислоти. Клімат холодний, з прохолодним літом і вологою зимою, річна кількість опадів коливається від 450 мм до 875 мм, більша частина їх — це сніг. Може зустрічатися в чистих насадженнях; на початковій стадії після порушення (наприклад, пожежа) панівним може бути Pinus contorta var. latifolia, і Pinus ponderosa в певних областях; пізніше Pinus monticola, Pseudotsuga menziesii, Abies grandis і Abies lasiocarpa, нарешті Thuja plicata і Tsuga heterophylla займають їх місце.

## Опис
Дерево до 50 м заввишки; довгий чистий стовбур сягає 200 см в діаметрі на рівні грудей; крона коротка, конічна. Кора тонка і лущиться молодою, у дорослих дерев стає товстою (до 15 см), глибоко борозенчастою, червонувато-коричневою. Гілки горизонтальні, іноді опущені в нижній частині крони. Бруньки темно-коричневі. Голки довжиною 2–5 см шириною 0,65–0,80 мм, товщиною 0,4–0,6 мм, м'які, блідо-зелені, стаючи яскраво-жовтими восени. Насіннєві шишки овальні, коли закриті, яйцюваті, коли відкриті, розміром 2–3 × 1,3–1,6 см, на вигнутих стебельцях. Пилок 71–84 мкм діаметром. Насіння червонувато-коричневе, корпус 3 мм, крило 6 мм. 2n = 24.
Найвище відоме дерево роду Модрина належить виду Larix occidentalis, воно росте близько Грін-Крік в англ. Umatilla National Forest, штат Орегон. Висота 58,5 м діаметр на рівні грудей 138 см (Van Pelt 2000). Вік дерева 920 років, повідомлявся по числу кілець від пня в суцільних рубках поблизу Кранбрук, Британська Колумбія (Stoltmann 1993).

## Використання
Західна модрина є важливим джерелом деревини. Вона може вирости до величезних розмірів з прямим стовбуром і швидко росте у висоту, хоча збільшення в обхваті займає більше часу. Деревина міцна, тверда і сильна і використовується для довгих жердин, залізничних шпал, шахтної деревини, тонкої фанери, та як балансова деревина для паперової промисловості. Смола з деревини має корисні водорозчинні властивості й використовується для різних промислових продуктів, особливо застосовуваних для чорнильного, фарбового і офсетного друку. Використання цього виду в озелененні обмежене, хоча насадження мають добре рости в холодному кліматі. Насіння важливою їжею для деяких птахів, зокрема Carduelis pinus, Acanthis, Loxia leucoptera.

## Загрози та охорона
Ніякі конкретні загрози не були визначені для цього виду. Цей вид присутній в кількох охоронних територіях.

## Етимологія
Етимологія: лат. occidēns — «захід», лат. -alis — використовується для формування прикметника.

## Галерея

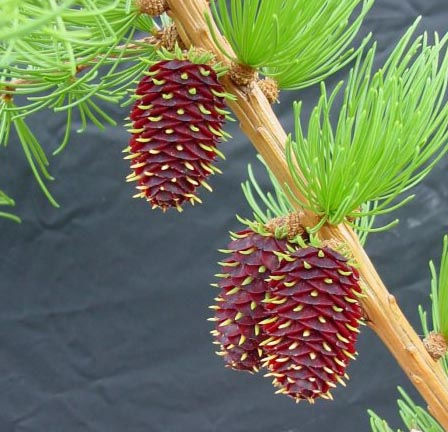
Молоді шишки
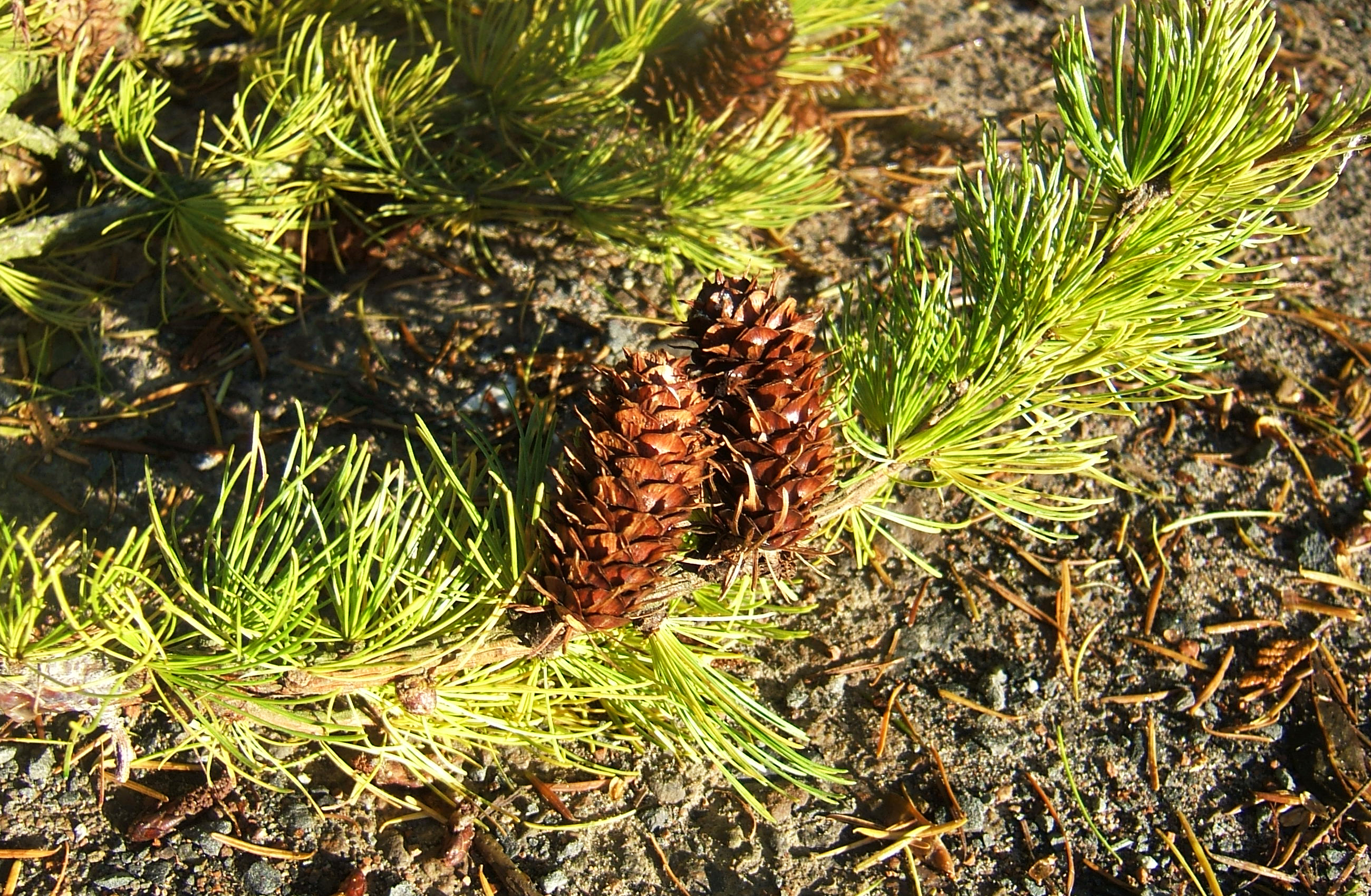
Листя та зрілі шишки
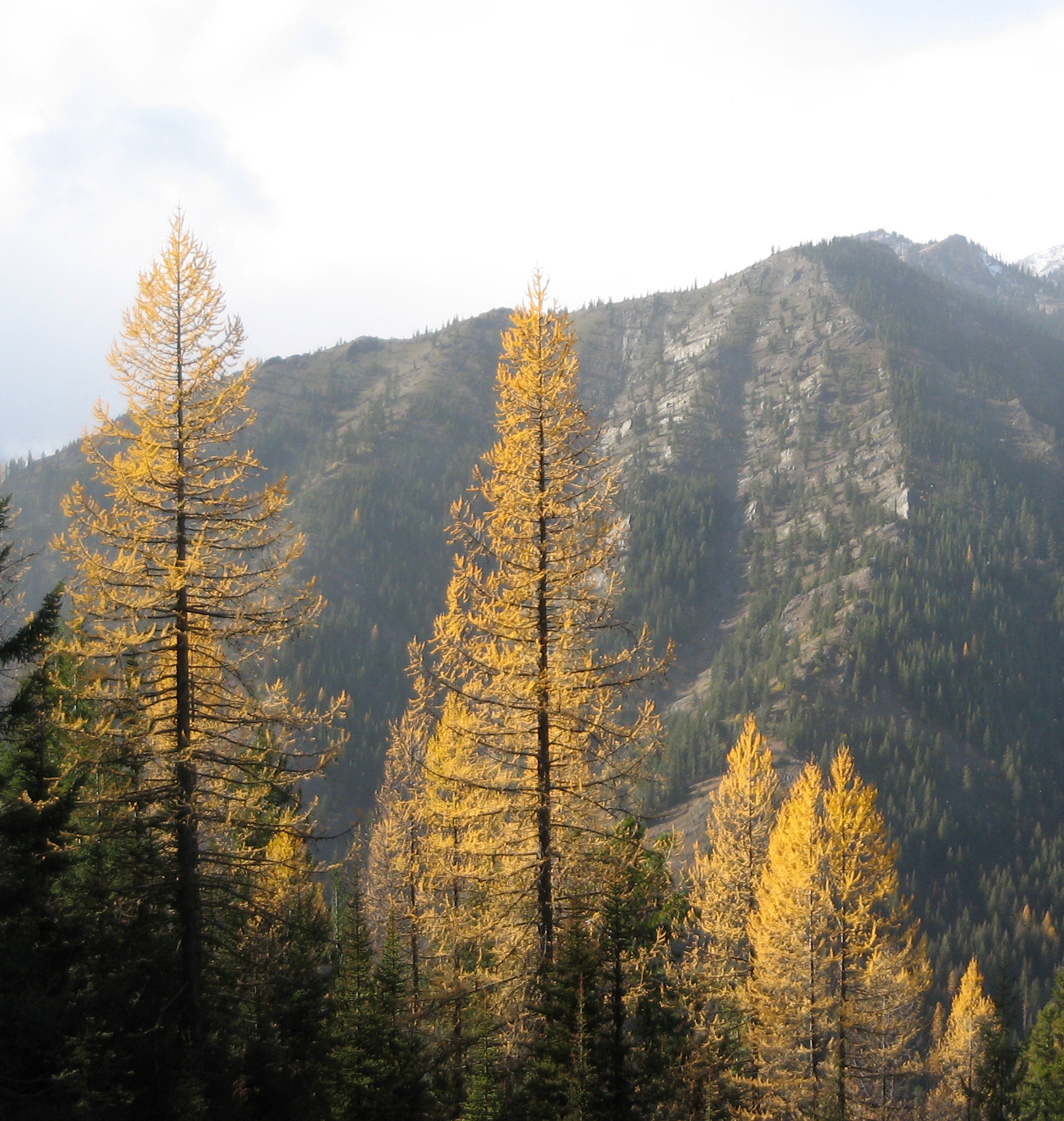
Дерева восени
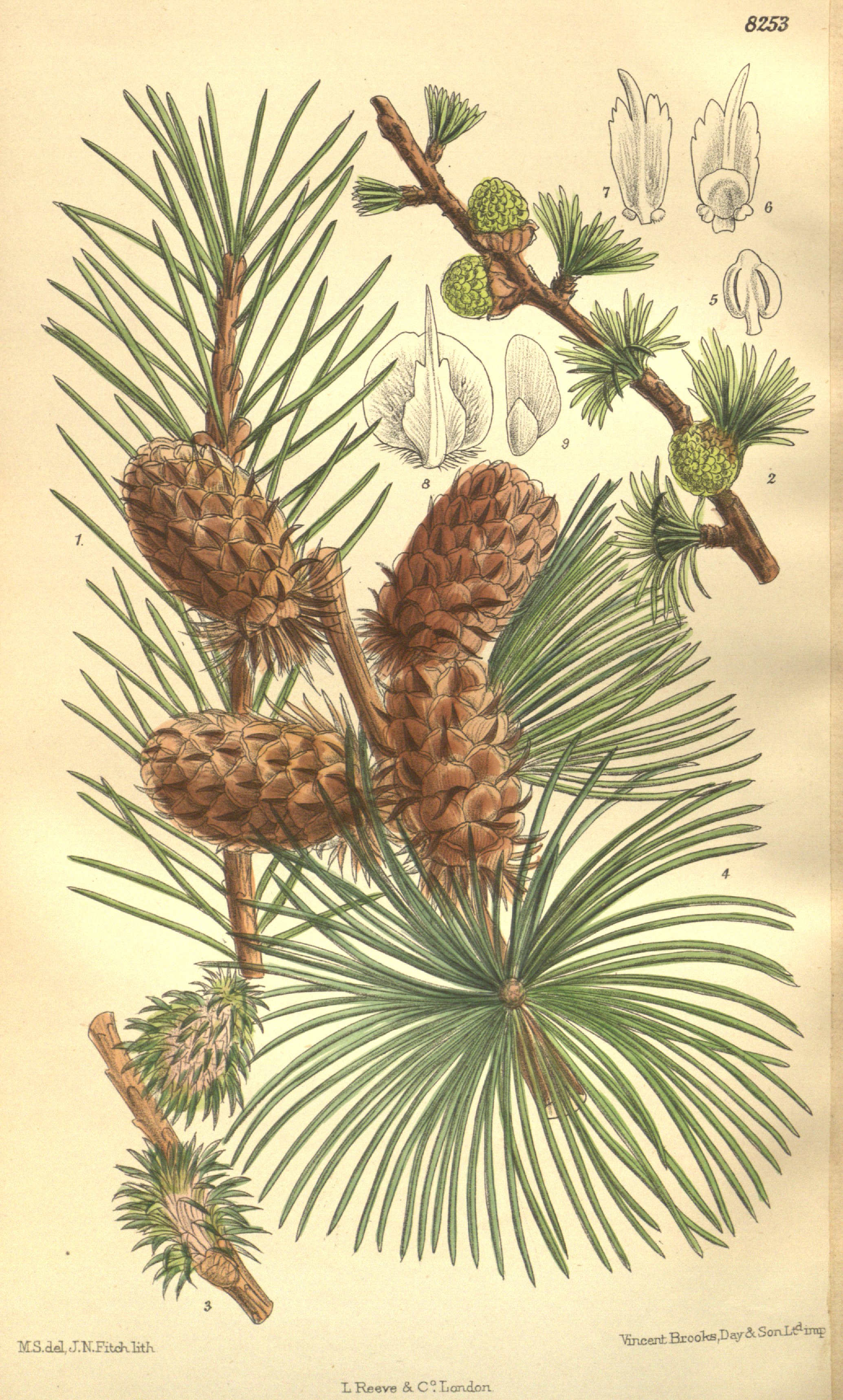
Ілюстрація